# Минералогический музей В. А. Жигалова
Минералоги́ческий музе́й В. А. Жига́лова — музей горных пород в городе Слюдянке Иркутской области России.

## История
Музей был создан местным энтузиастом Валерием Алексеевичем Жигаловым (1943–2018). Он родился в Ярославле. Жил в Коврове и работал там фотографом в ателье. В армии служил в Германии. Окончил два техникума, получив специальности метеоролога и лесоустроителя. Работал лесничим в Бурятии и в Ленинградской области, фоторепортёром в Слюдянке и в Тикси. Приехав на Байкал, возглавил экспедицию вдоль его берегов. После этого решил, что необходимо здесь создать музей горных пород. Жигалов узнал у стариков-рудознатцев, что даже в отработках можно найти отличные, редкие минералы.

### Строительство и создание коллекции
С тех пор Жигалов принялся с усердием Сизифа ворочать глыбы разных минералов. На своём уазике ему доводилось перевозить 10-тонные глыбы мрамора, гранита и т. д. А то и в рюкзаке, в руках приходилось приносить образцы к себе домой. 
Приняв решение устроить музей, Жигалов взял кредит и начал строительство буквально на пустом месте. Брёвна взял из разрушенного костёла, однако строители их перепортили, и всё пришлось начинать сначала. Однако постепенно сооружение здания пошло на лад и было наконец завершено. Для оформления основатель музея привлёк местных творцов: Ренату Яковец, Николая Осипенко, Виталия Щепина. Коллекцию отсортировали жена и дети Валерия Алексеевича. Музей был открыт 2 мая 1990 года.

## Деятельность музея
Музей стал одним из центров туризма на Байкале. Основной элемент в деятельности этого учреждения, наиболее важным объектом которого выступает коллекция образцов прибайкальских камней, — проведение экскурсий. В то же время на его территории находятся конференц-зал, гостиница, а также баня.

## Координаты музея
- 665903, Иркутская область, г. Слюдянка, ул. Слюдяная, д. 36.[5]